# Katrin Holtwick
Katrin Holtwick (Bocholt, 10 de abril de 1984) é ex-voleibolista indoor e jogadora de vôlei de praia alemã, que no vôlei de praia, foi medalhista de bronze no Campeonato Mundial Sub-19 na Grécia em 2002,alcançou as medalhas de prata e de bronze no Campeonato Europeu Sub-20 nos anos 2002 e 2003, Suíça e Áustria, respectivamente, medalhista de prata no Mundial Sub-21 nos anos de 2003 e 2005, na França e no Brasil, respectivamente, medalhista de prata também no Campeonato Europeu Sub-23 de 2006 na Áustria e também no Campeonato Europeu de 2010 na Alemanha.

## Carreira
Os primeiros passos na prática desportiva deu-se no vôlei de indoor (quadra)  e a partir de 1998 migra para vôlei de praia, seu primeiro torneio nacional foi ao lado de Friederike Romberg, venceu seu primeiro torneio com  Maria Kleefisch  na etapa de Mannheim ,
com Judith Geukes conquistou o quarto lugar no Campeonato Europeu Sub-20 de 2000 em Nürnberg, depois com Maria Kleefisch foi vice-campeã no Campeonato Europeu Sub-20 na Basiléiae medalhistas de prata no Campeonato Mundial Sub-21 de 2003 em Saint-Quay-Portrieux,sendo medalhistas de bronze no Campeonato Europeu de Sub-20 de 2003 em Salzburgo. 
Com Maria Kleefisch estrearam no circuito mundial de 2004 e terminaram em nono lugar no Campeonato Europeu de Timmendorfer Strand, mesma posição obtida no Mundial Sub-21 de 2004 em Porto Santo e o sétimo posto no no Campeonato Europeu Sub-23 de Brno.Em 2005 esteve ao lado de Niedrig no Aberto de Xangai e no Grand Slam de Paris, e no circuito europeu em Alanya quando ficaram na sétima posição.
Nas competições do ano de 2006 passou a formar dupla com  Ilka Semmler e estrearam no circuito mundial no Aberto de Marselha, conquistaram o título da etapa Satélite de Vaduz, e  tornou-se vice-campeã no Campeonato Europeu Sub-23 em Sankt Pölten, no circuito alemão (Smart Beach Tour) venceram o torneio em Leipzig, e terminaram em terceiro em Binz e em segundo em Fehmarn, finalizando na quarta posição no campeonato alemão.
Na edição do Campeonato Alemão de 2007, juntas venceram o evento em Erfurt e terminaram em segundo lugar em Essen e Munique , então, ela perdeu a fase final do campeonato em Timmendorfer Strand devido a uma lesão no pé e no Circuito Mundial de 2007, tiveram o décimo terceiro lugar em Xangai ,  disputaram dois torneios Challenger, terminando em quinto em Eboli e vencendo em Chipre.Também venceram no Circuito Europeu nos torneios de Moscou e Lucerna, e terminou em terceiro lugar em Hamburgo . No Campeonato Europeu de 2007 em Valência terminaram em sétimo lugar. 
Ao lado de Ilka Semmler, foram convidadas para um ensaio fotográfico sensual aliado a modalidade para a revista de fitness  ‘Fit For Fun” e foram fotografadas pelo conceituado fotógrafo de nudez do mundo, austríaco Andreas Bitesnich, após repercussão foram convidadas para a TV total.
No circuito nacional de 2008,  esteve com Ilka Semmler,  venceram a Supercopa em Sankt Peter-Ording e terminou em segundo lugar nas etapas de Essen e Bonn, finalizando na quinta posição geral no  campeonato alemão, em 2008,  estiveram nos eventos do circuito mundial e obtiveram uma medalha de bronze no Grand Slam de Klagenfurt e uma medalha de prata no Aberto de Mysłowice, ainda tiveram nono no Aberto de Xangai e no Grand Slam de Moscou com outros melhores resultados da temporada no referido circuito. No Campeonato Europeu de 2008 em Hamburgo terminaram na décima terceira posição. 
No Circuito Mundial de 2009  jogou novamente com Ilka Semmler e ficaram em sétimo no Aberto de  Xangai , já no circuito europeu conquistaram o título do Masters em Gran Canaria e foram vice-campeões em Baden e Berlim , neste mesmo ano, terminaram em décimo sétimo no Campeonato Mundial em Stavanger e finalizaram em quarto no Grand Slam de Moscou, ainda terminaram em quinta posição no Campeonato Europeu de 2009 em Sochi ; e no início desta temporada conquistaram as vitórias no circuito alemão nos torneios de  Norderney e Essen, e pela primeira vez sagraram-se campeãs do campeonato alemão em Timmendorfer Strand.
No Circuito Mundial de 2010,  ratificou a parceria com Ilka Semmler e terminaram nas quintas colocações no Grand Slams de  Roma e Gstaad e as nonas posições nos Grand Slams de Moscou e Stavanger,  foram estes os melhores êxitos nos circuito mundial; no Campeonato Europeu de Berlim de 2010 foram vice-campeãs, no âmbito nacional venceram os torneios da Supercopa em Frankfurt am Main e Hamburgo, e no campeonato alemão, terminaram em terceiro lugar. Iniciaram no circuito mundial de 2011 e foram vice-campeãs no  Grand Slam em Pequim , terminaram em nono lugar no Campeonato Mundial de Roma, mesma posição obtida nos eventos do circuito mundial, nos Grand Slams de Stavanger e Gstaad e  no Grand Slam de Stare Jabłonki terminou em quinto. No Campeonato da Europa de 2011 em Kristiansand finalizaram na nona posição.
No Circuito Mundial de 2012, esteve com Ilka Semmler e conquistaram juntas os nonos lugares nos Grand Slams de Moscou, Roma e Gstaad, obtiveram  os quartos lugares em Pequim e Berlim, além do bronze Grand Slam de Stare Jabłonki,  obtiveram o vice-campeonato no Grand Slam de Berlim, e conquistaram a primeira medalha de ouro no circuito mundial no Aberto de Aland. Juntas disputaram o Campeonato Europeu de Scheveningen no ano de 2012 e  finalizaram em nono; após alcançar  a segunda posição entre as duplas alemãs na corrida pelo ranking olímpico, qualificaram-se para a Olimpíada de Londres 2012, finalizaram na nona posição. Na final do campeonato alemão conquistaram o bicampeonato.
Com Ilka Semmler disputou o Circuito Mundial de 2013,  terminando em quarto no Grand Slam de Xiamen,  conquistou o terceiro lugar na etapa de Zurique do circuito alemão, também  terminou em terceiro no Aberto de Fuzhou e em nono no Grand Slam de Xangai, ainda em quinto em  nos Grand Slams Corrientes e Gstaad, ainda conquistaram o bronze nos Grand Slams de Long Beach e Haia, mesma posição obtida na Continental Cup de 2013  realizada em Campinas  e na edição do Campeonato Mundial em Stare Jabłonki terminaram na décima sétima posição. também competiram no Campeonato Europeu de 2013 em Klagenfurt e alcançaram a quarta posição.
Em mais uma jornada juntas, estiveram no Circuito Alemão de 2014 e conquistaram o título da etapa de Kühlungsborn,  foram vice-campeãs na segunda etapa de Kühlungsborn  e em Hamburgo,  foi semifinalista na fase final e terminaram no terceiro lugar em Timmendorfer Strand  e conquistaram o vice-campeonato alemão em Timmendorfer Strand; já no circuito mundial,  foram vice-campeãs no Aberto de Praga , conquistaram o título na Grand Slam de Gstaad e bronze no Grand Slam de Stare Jabłonki.No Campeonato Europeu de 2014 em Cagliari terminaram na nona posição. 
Na temporada de 2015, ao lado de Ilka Semmler venceu a Supercopa de Münster e foram quartas colocadas no Campeonato Mundial na Holanda e ficaram no terceiro lugar no campeonato alemão em Timmendorfer Strand.Terminaram em nono no Campeonato Europeu em Klagenfurt no mesmo ano; no circuito mundial finalizaram na quarta colocação no Aberto de Xiamen.
Na jornada de 2016 esteve com Ilka Semmler e terminaram na quinta posição no Campeonato Europeu em Bienna, no circuito mundial conquistaram o bronze nos Abertos de Vitória, Sochi e Antália, além do quarto lugar no Grand Slam de Long Beach.Ao final da temporada se aposentaram.

## Títulos e resultados
- Grand Slam de Gstaad do Circuito Mundial de Vôlei de Praia de 2014
- Aberto de Aland do Circuito Mundial de Vôlei de Praia de 2012
- Grand Slam de Haia do Circuito Mundial de Vôlei de Praia de 2014
- Aberto de Praga do Circuito Mundial de Vôlei de Praia de 2014
- Grand Slam de Berlim do Circuito Mundial de Vôlei de Praia de 2013
- Grand Slam de Pequim do Circuito Mundial de Vôlei de Praia de 2011
- Aberto de Mysłowice do Circuito Mundial de Vôlei de Praia de 2008
- Aberto de Antália do Circuito Mundial de Vôlei de Praia de 2015
- Aberto de Sochi do Circuito Mundial de Vôlei de Praia de 2015
- Aberto de Vitória do Circuito Mundial de Vôlei de Praia de 2015
- Grand Slam de  Stare Jabłonki do Circuito Mundial de Vôlei de Praia de 2014
- Grans Slam de Long Beach do Circuito Mundial de Vôlei de Praia de 2013
- Aberto de Fuzhou do Circuito Mundial de Vôlei de Praia de 2013
- Grans Slam de Haia do Circuito Mundial de Vôlei de Praia de 2013
- Grand Slam de  Stare Jabłonki do Circuito Mundial de Vôlei de Praia de 2012
- Grand Slam de Klagenfurt do Circuito Mundial de Vôlei de Praia de 2008
- Grand Slam de Long Beach do Circuito Mundial de Vôlei de Praia de 2016
- Aberto de Xiamen do Circuito Mundial de Vôlei de Praia de 2015
- Grand Slam de Xiamen do Circuito Mundial de Vôlei de Praia de 2013
- Grand Slam de Berlim do Circuito Mundial de Vôlei de Praia de 2012
- Grand Slam de Pequim do Circuito Mundial de Vôlei de Praia de 2012
- Grand Slam de Moscou do Circuito Mundial de Vôlei de Praia de 2009
- Campeonato Mundial de Vôlei de 2015
- Continental Cup:2013
- Campeonato Europeu:2013
- Campeonato Europeu Sub-20:2000